# Jacob Dirckszoon de Graeff
Jacob Dirckszoon de Graeff, Vrijheer van Zuid-Polsbroek etc (ur. 1571 w Emden, zm. 6 października 1638 w Amsterdamie) – holenderski polityk, wielki regent i burmistrz Amsterdamu. 

## Życiorys
Jacob Dirckszoon de Graeff był najstarszym dzieckiem burmistrza Dirka Janszoon Graeff i Agnes van Neck. Studiował na Uniwersytecie w Lejdzie. W 1591 podróżował z Justusem Lipsiusem przez Francję, Niemcy i Włochy, po czym spędził trzy lata w Genewie.
W 1597 poślubił Aaltje Boelens. Wśród ich dzieci byli: Cornelis de Graeff, Agneta de Graeff van Polsbroek (teściowa Johana de Witt) oraz Andries de Graeff.
Osiadł jako kupiec w domu zwanym „de Keyzershoedt” w Liesdel lub Niezel. W 1598 został ławnikiem. W latach 1606–1611 przydzielano mu różne urzędy. Był członkiem komisji rady miejskiej, której zadaniem było zbadanie planów rozbudowy miasta. W 1612 był pułkownikiem milicji miejskiej (Schutterij), a rok później został burmistrzem. W latach 1613–1638 kilkakrotnie zostawał burmistrzem Amsterdamu. W 1614 został komisarzem banku giełdowego. Od 1615 do 1617 był członkiem Gecommitteerde Raden w Hadze. W 1618 został usunięty z funkcji urzędniczych w Hadze w związku z konfliktem z kalwinistami. W 1628 ponownie został burmistrzem, a 1630 ponownie objął miejsce w radzie miejskiej. Kontrolował politykę miasta w ścisłej współpracy ze swoim bratankiem Andriesem Bickerem, z którym przejął władzę w aparacie administracyjnym. Prowadził politykę profrancuską, sprzeciwiał się wpływom dynastii Orańskiej-Nassau. Razem z Bickerem był także przywódcą frakcji Arminian w mieście.
W 1618 roku, jako regent-burmistrz Amsterdamu, Jacob de Graeff był silnie zaangażowany w kryzys polityczny, który dotknął rodzinę Oldenbarnevelt, doprowadzając w końcu do jej upadku i ścięcia Johana van Oldenbarnevelt.